# Río Pudeto
El río Pudeto es un curso fluvial del norte de la isla de Chiloé, en la región chilena de Los Lagos. Gran parte del río es un estuario navegable que pasa al sureste de la ciudad de Ancud. 

## Hidrografía
Es un río de régimen pluvial que drena una cuenca de 843 km². Tiene unos doce afluentes, de los cuales el principal es el río San Antonio, que se une a él en la cabeza del estuario. Este estuario tiene unos 13 km de longitud y 1 de anchura y es la parte principal del río, que tiene unos 20 km en total, pues es ancho y permite la navegación de embarcaciones pesqueñas. El río ha creado terrazas y una planicie de inundación.
Al final de su curso corre paralelo al canal de Chacao y está separado de este por la punta Purranqui. La carretera Panamericana es la principal vía de la Isla Grande y pasa sobre el río a través del puente Pudeto, conectando el pueblo de Chacao (puerto de entrada a la isla) con la ciudad de Ancud y el resto de la isla. En la orilla sur y occidental se encuentran el cerro Huaihuén, un pequeño puerto para embarcaciones pesqueras y de carga y el barrio de Pudeto Bajo, y en otro tiempo existió la Villa de Pudeto, que se encontraba alejada de la ciudad de Ancud.
Hasta 1960 el río o estero tenía dos brazos, que se unieron luego de la entrada del mar durante el terremoto y maremoto de ese año. El mismo evento causó un ensanche de la zona inundada, principalmente hacia el este, pero también en la orilla oeste, en el barrio de Pudeto Bajo.

## Toponimia
El nombre "Pudeto" es una castellanización de dos términos en mapudungun: el locativo pu y düto, el nombre de una planta bromeliácea que puede corresponder a la planta llamada en castellano "chupón" o "quiscal" (Greigia sphacelata).

## Historia

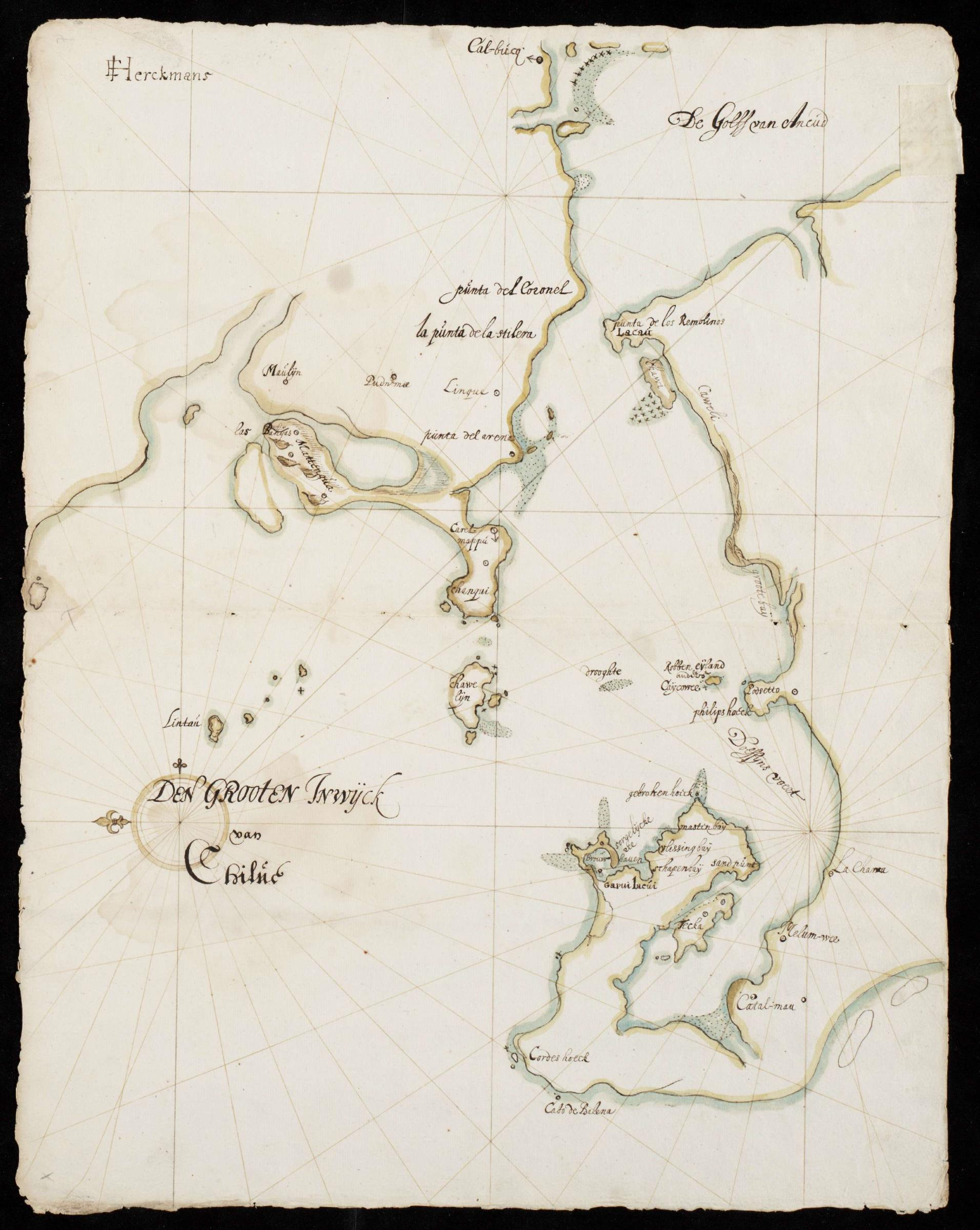
Mapa holandés de 1643. El este está arriba y la desembocadura del río Pudeto está a la derecha del mapa, rotulada "groote bay". "Dolffyns voert" es el golfo de Quetalmahue.

De acuerdo a la interpretación del historiador José Toribio Medina, sería la desembocadura del río Pudeto el Dolphijns voerd del que se habla en el diario de viaje de la expedición holandesa de Hendrick Brouwer en 1643. Según la crónica holandesa, este sitio estaba rodeado por plantaciones y campos cultivados que pertenecían a los conquistadores españoles y a los indígenas. En algunas de las salidas de reconocimiento río arriba se produjeron intercambios de amenazas y de disparos entre holandeses y españoles.
Durante la guerra de independencia de Chile, el gobierno de Chiloé fue el último enclave de los "realistas", quienes resistieron las campañas de los independentistas ("patriotas") hasta 1826. En enero de ese año arribó la tercera expedición que pretendía anexar a Chiloé a Chile y el primer enfrentamiento relevante ocurrió a orillas del Pudeto y resultaron vencedores los patriotas, lo mismo que en el de Bellavista, luego de lo cual el archipiélago fue anexado a Chile.
Para 1897 existía un puente de madera de unos 300 metros de largo, que había reemplazado a un sistema de balseo. Luego existió otro de unos 3 km de longitud, edificado sobre el brazo principal del río y que fue destruido por el terremoto y maremoto de 1960. Fue reconstruido unos años después y en 1997 se terminó la construcción de otro de 741 m de largo, ubicado junto al anterior y en uso desde entonces.
Francisco Solano Asta-Buruaga y Cienfuegos escribió en 1899 en su obra póstuma Diccionario Geográfico de la República de Chile sobre el río:
Pudeto (Estero ó estuario de).-—Río de corto curso del departamento de Ancud en la sección boreal de la isla de Chiloé. Tiene origen en las medianas alturas selvosas de Maudamó, como 20 kilómetros hacia el S. de la ciudad de Ancud; corre hacia el N. entre márgenes estrechas pobladas de árboles hasta San Antonio donde lo cruza el camino de Caicumeo por un puente. Desde la inmediación á este paraje, prosigue con un curso pando y en la misma dirección más ó menos por unos 13 kilómetros, y va á desembocar en la costa norte de la isla á poco más de dos kilómetros al E. de dicha ciudad y frente á la islilla de los Cochinos. En todo este espacio se forma su ría ó estuario con una anchura media de un kilómetro, y es navegable hasta por regulares balandras; sus márgenes no carecen de población. En las del lado izquierdo, hacia la parte que ocupa la villa de su nombre, se efectuó el 14 de enero de 1826 un choque de las fuerzas patriotas que asediaban la ciudad de Ancud con las de españoles, lo que contribuyó á acelerar la rendición de esta plaza. Su denominación le viene del plural de dyto (pu-dyto) que significa las achupallas ó chupones, que es una planta con hojas como las de la pita y de frutos comestibles (Bromelia sphacelata).